# Schron Kierowania Obroną Cywilną
Schron Kierowania Obroną Cywilną – jeden z obiektów obrony cywilnej, później muzeum z siedzibą w Przemyślu.

## Opis
Obiekt powstał w 1966 roku wraz ze znajdującą się nad nim Szkołą Podstawową nr 14 w efekcie akcji "Tysiąc szkół na Tysiąclecie Państwa Polskiego. W latach 90., gdy schron utracił swój status, został przejęty przez władze szkoły, które organizowały tam zajęcia tematyczne. Placówka została udostępniona do zwiedzania jako muzeum w 2016 roku staraniem członków Przemyskiego Stowarzyszenia Rekonstrukcji Historycznej "X D.O.K.".
O znaczeniu obiektu świadczy m.in. pomieszczenie opatrzone tabliczką WOAS tj. Wojewódzki Ośrodek Analizy Skażeń. W okresie funkcjonowania schronu Przemyśl miał status miasta wojewódzkiego - do S.K.O.C miały napływać meldunki z okolicznych gmin i właśnie tam podejmowana byłaby decyzja o ewentualnej ewakuacji regionu.
Powierzchnia schronu wynosi 177,98 m² i obejmuje ona szereg pomieszczeń technicznych i powierzchni do pracy oraz odpoczynku załogi. Obiekt posiada własne źródło zasilania energią w postaci zespołu spalinowo-elektrycznego typ EPZ-ZO-3/400/5 wraz z akumulatorami, zespół hydroforowo-pompowy oraz zespół filtrowentylacyjny RM-200/68. Wyposażony jest też w wyjście awaryjne z podziemnym tunelem umożliwiającym ewakuację w przypadku zburzenia i zagruzowania wyjścia głównego. - jest to jednocześnie element czerpni powietrza.
Eksponaty (zgromadzone w dwóch magazynach oraz pozostałych pomieszczeniach) obejmują przyrządy dozymetryczne (np. sygnalizator RS-70, kolorymetry), sprzęt używany zarówno przez Obronę Cywilną, jak i wojsko np. maski przeciwgazowe typu MUA oraz MC-1, płaszcze OP-1, a także umundurowanie.
W schronie rozgrywany jest escape room, w którym gracze wcielają się w załogę schronu oraz zmagają się ze stojącymi przed nią zadaniami.
W 2018 roku schron był włączony do trzeciej edycji ogólnopolskiej akcji Noc Fortyfikacji.

## Pomieszczenia
- Przelotnia
- Przedsionek
- Rozbieralnia
- Umywalnia
- Ustępy
- Pomieszczenie socjalne
- Sypialnie
- WOAS
- Centrum alarmowe
- Magazyn
- Kancelaria
- Tunel ewakuacyjny

## Galeria

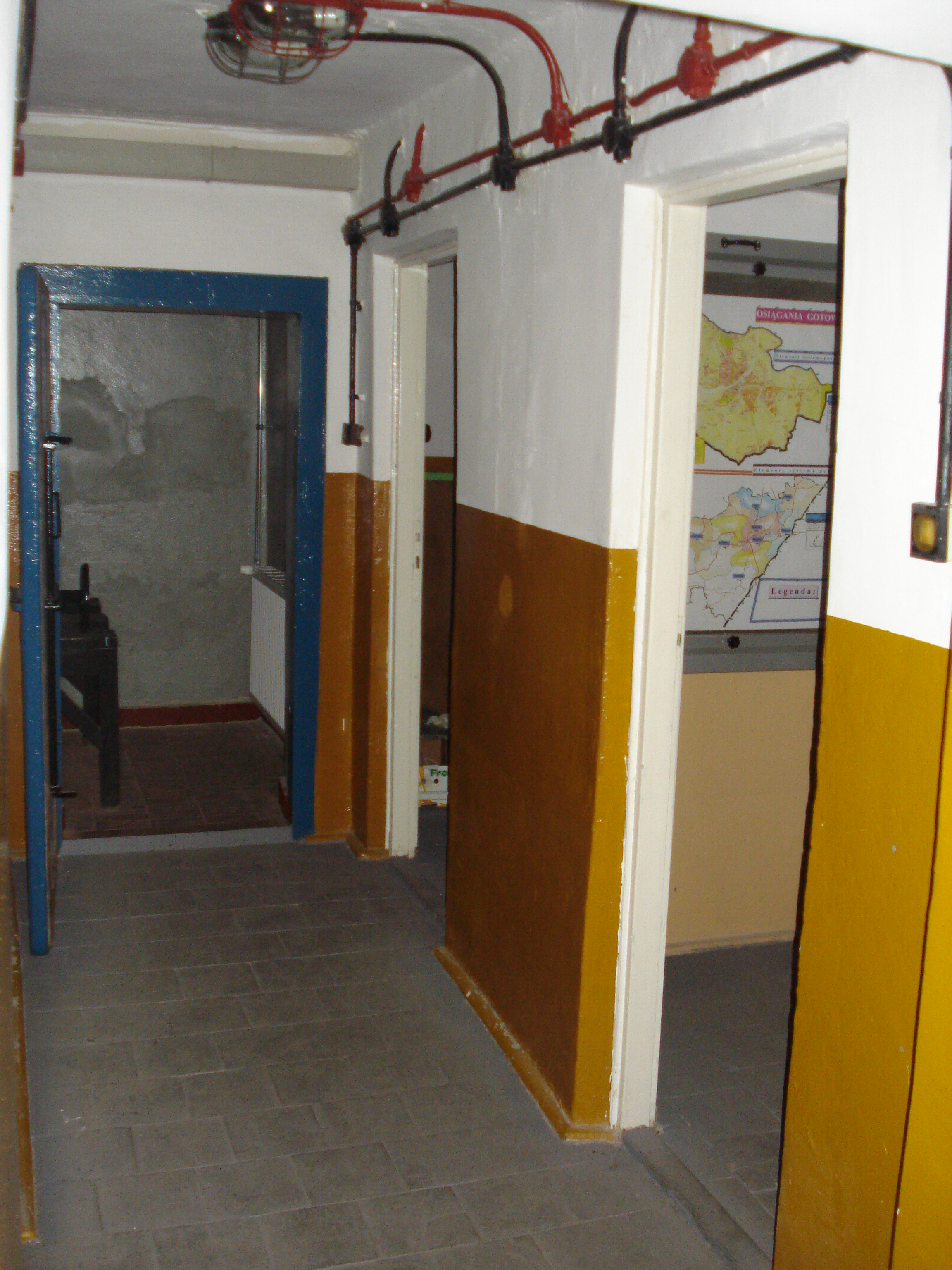
Boczny korytarz
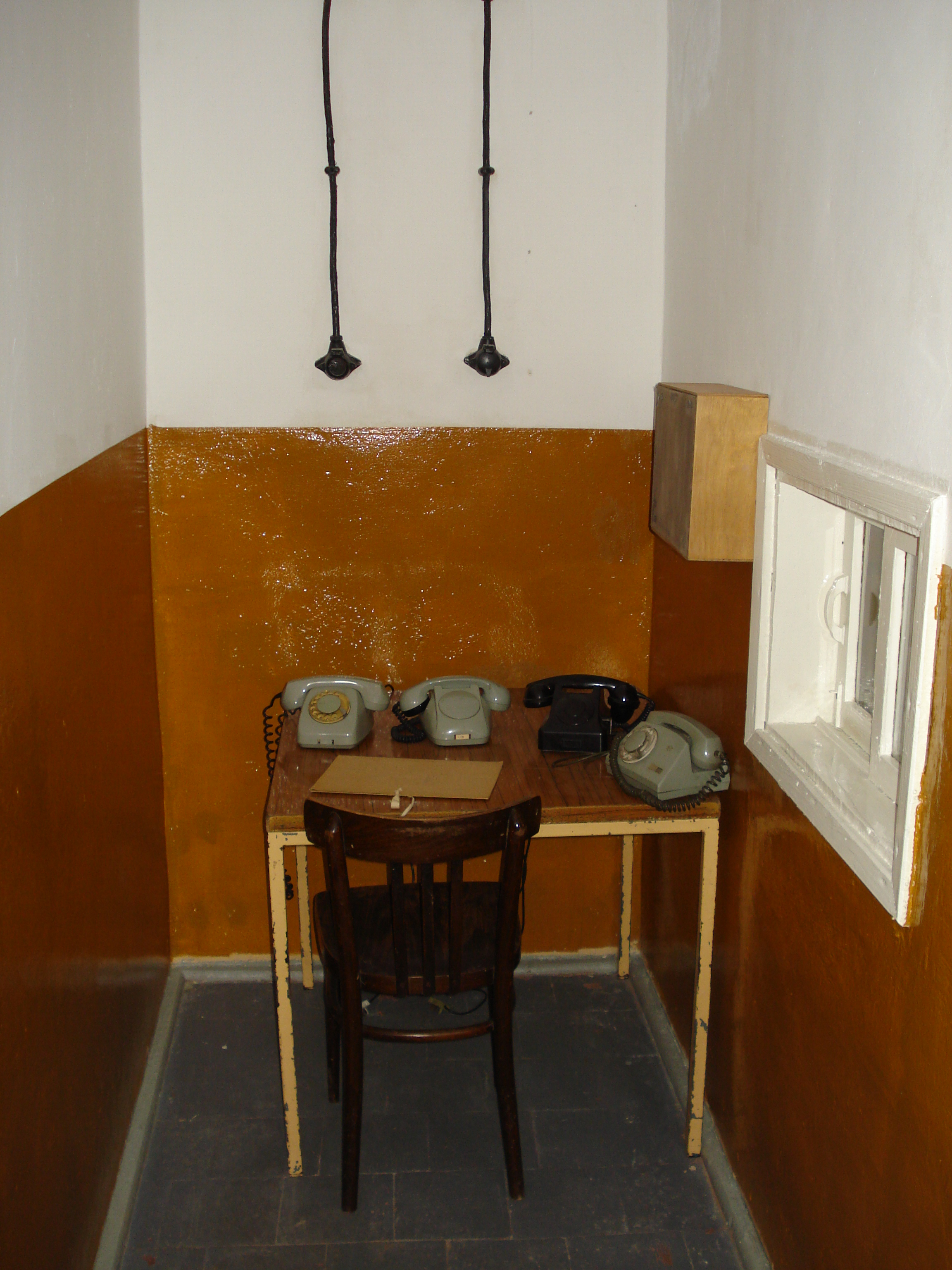
Pomieszczenie telefonisty
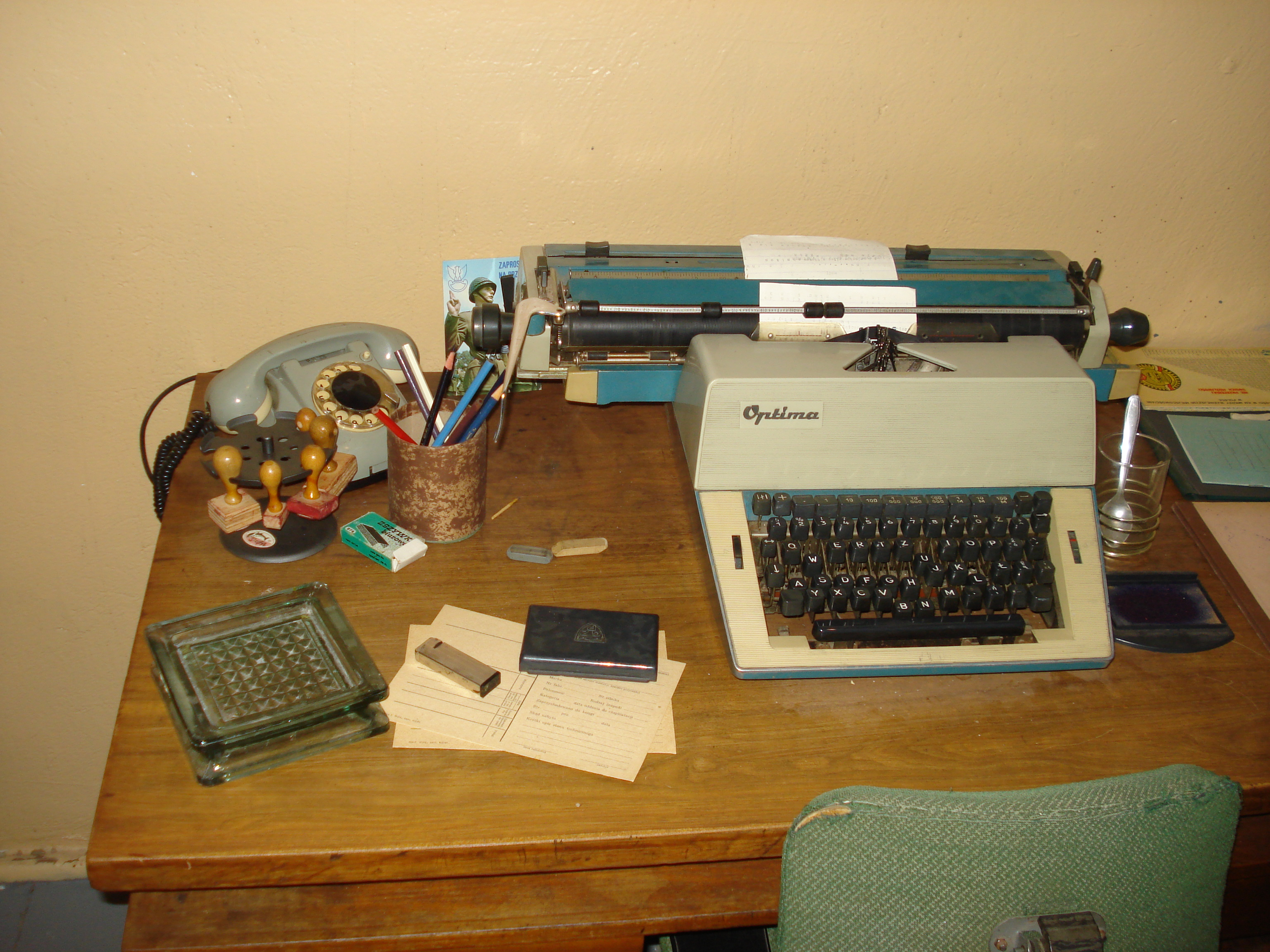
Kancelaria
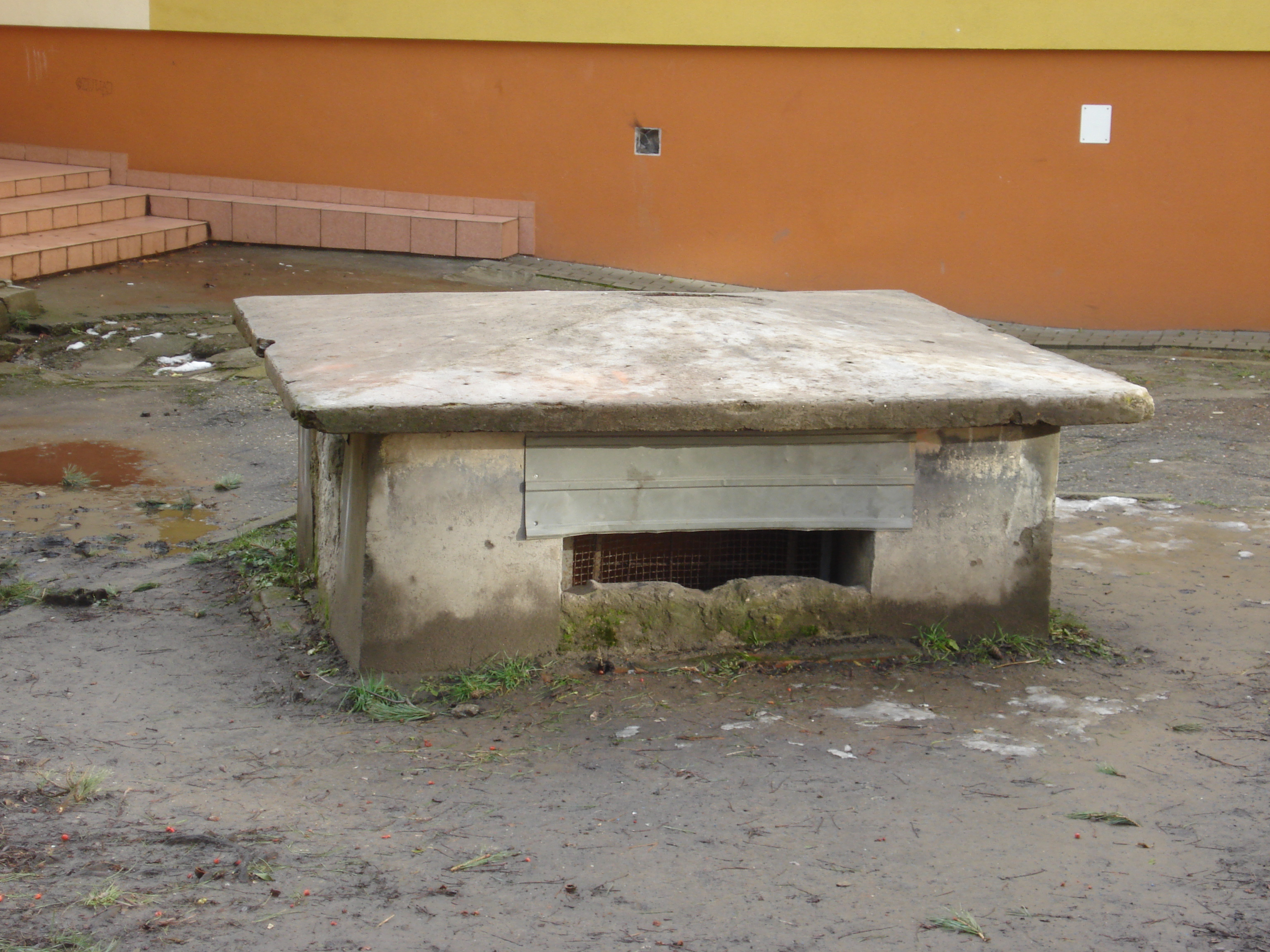
Czerpnia powietrza i wyjście z tunelu ewakuacyjnego
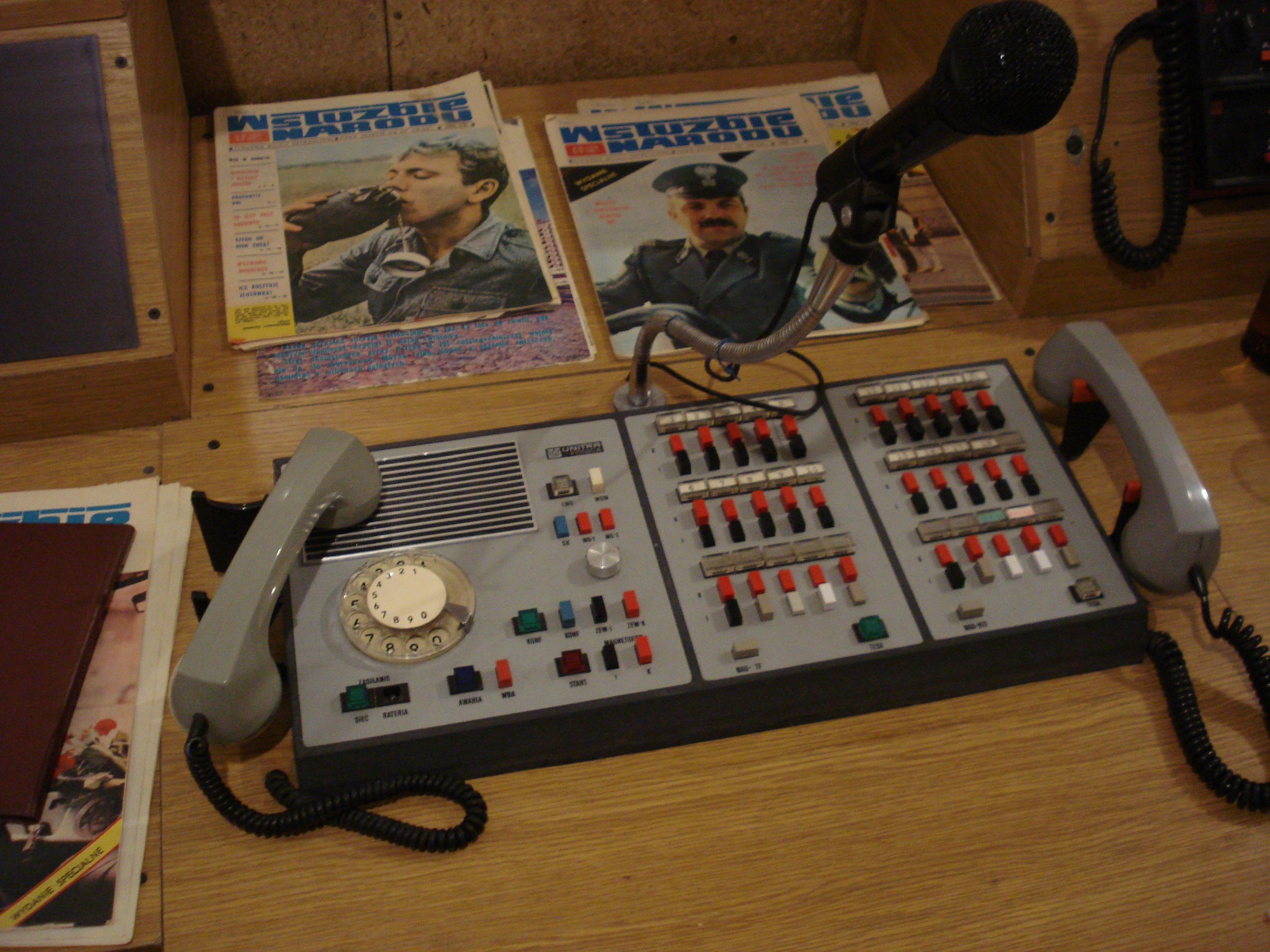
Pulpit w WOAS